# Antichrist
Antichrist – drugi studyjny album norweskiej grupy Gorgoroth. Wydany w roku 1996, a ponadto powstały cztery reedycje. W roku 1999 (Century Black), ponownie remasterowana wersja Season of Mist w 2005. Wersja na winylu wydana przez Agonia Records limitowana do 1000 kopii oraz Back On Black Records z dodatkiem w postaci kostki do gry na gitarze Infernusa.

## Lista utworów
| Nr | Tytuł utworu                                                       | Długość |
| -- | ------------------------------------------------------------------ | ------- |
| 1. | „En Stram Lukt av Kristent Blod (A Rank Smell of Christian Blood)” | 0:20    |
| 2. | „Bergtrollets Hevn (The Revenge of the Mountain Troll)”            | 3:51    |
| 3. | „Gorgoroth”                                                        | 6:04    |
| 4. | „Possessed (By Satan)”                                             | 4:50    |
| 5. | „Heavens Fall”                                                     | 3:40    |
| 6. | „Sorg (Sorrow)”                                                    | 6:13    |
|    |                                                                    | 24:58   |

## Twórcy
- Frost - perkusja
- Hat - śpiew
- Infernus - gitara elektryczna i basowa
- Pest - śpiew